# عزلة بني الحداد (ذمار)

تعديل مصدري - تعديل

عزلة بني الحداد هي إحدى عزل مديرية وصاب العالي في محافظة ذمار اليمنية ويبلغ تعداد سكانها 1828 نسمة حسب التعداد السكاني في اليمن لعام 2004.